# 鲁甸冬青
鲁甸冬青（学名：Ilex ludianensis）是冬青科冬青属的植物，是中国的特有植物。分布在中国大陆的云南等地，生长于海拔1,400米的地区，见于石灰岩山地灌木丛中，目前已由人工引种栽培。